# 弟子規
『弟子規』（ていしき）は、中国の伝統的な教材。基本的な儒教道徳を韻文形式で記したもの。

## 内容
『弟子規』という題は、『論語』学而篇の「弟子入りては則ち孝、出でては則ち弟、謹しみて信あり、汎く衆を愛して仁に親しみ、行ないて余力あれば則ち以て文を学ぶ」に由来する。本文の内容もこの『論語』の言葉の各句を敷衍したものとなっており、「総叙」や「入則孝」「出則弟」「謹」「信」「汎愛衆」「親仁」「余力学文」の7つに分かれている。
全文は1080字で、『三字経』と同様に3字1句の韻文（偶数句末押韻）になっている。『三字経』が歴史や経典の名前などのさまざまな一般常識を含んでいるのに対して、『弟子規』は一貫して儒教道徳的な教えを内容としている。

## 成立
『弟子規』ははじめ『訓蒙文』という題で、李毓秀という人物によって康熙年間に作られ、1704年ごろに出版された。後に乾隆年間に賈存仁が改良した上で『弟子規』と改題した。

## 現代での復活
21世紀にはいって中国の民族主義が高まると、『弟子規』を中国の伝統文化を教えるための教材として使うところが多くなり、学校・企業、はては監獄まで『弟子規』を暗記させるようになった。しかし18世紀の道徳が現代でも有効かを疑問とする人も少なくなく、とくに「三年の喪」に関する部分はしばしば槍玉にあげられる。